# Палинуро (мыс)
Мыс Палинуро (итал. Capo Palinuro) расположен на юго-западе Италии, примерно в 80 километрах к юго-востоку от Салерно, в южной части региона Чиленто. Предположительно, он назван в честь Палинура, рулевого корабля Энея в «Энеиде» Вергилия.
Живописный пятипалый мыс Палинуро расположен на берегу Тирренского моря, на северной стороне мыса находится небольшой рыбацкий и туристический городок Палинуро, туристическая деревня Чентола. Южная сторона обращена к заливу Поликастро в 6 км от Марина ди Камерота. Здесь расположен маяк, который является вторым по высоте (70 метров) во всей Италии.
Изрезанная линия скалистых берегов мыса, а также наличие пещер, входы в которые частично расположены ниже уровня воды, привлекают туристов, каякеров и любителей экстремальных видов спорта. На мысу также расположены развалины различных оборонительных сооружений, в частности — развалины форта Монте д’Оро.

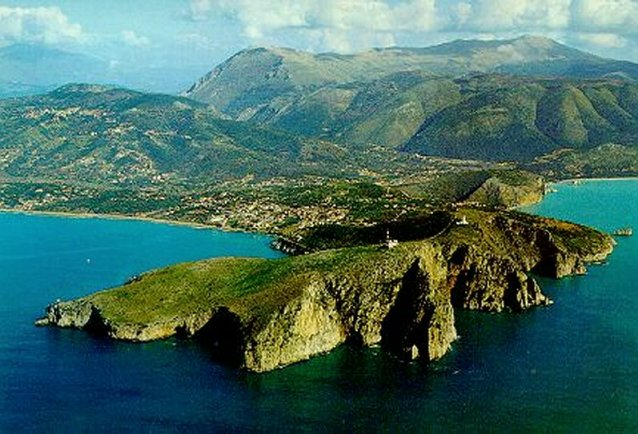
Мыс Палинуро